# World Heavyweight Wrestling Championship
World Heavyweight Wrestling Championship var den første anerkendte VM-titel inden for wrestling. Den blev etableret i 1905 og blev vundet af Georg Hackenschmidt, der dermed blev den første verdensmester i wrestling. Han vandt officielt titlen den 4. maj 1905 ved at besejre den amerikanske mester Tom Jenkins i New York, USA. VM-titlen forblev aktiv i 51 år indtil november 1956. 
I VM-titlens sidste år blev titlen anerkendte af National Wrestling Alliance (NWA), der var blevet grundlagt i 1948. NWA promoverede titlen under navnet NWA World Heavyweight Championship, og NWA-titlen har dermed sine spor i den originale VM-titel fra 1905, selv om NWA-titlen først blev etableret i 1948. Efterfølgende har flere VM-titler haft sin oprindelse i NWA World Heavyweight Championship (og dermed også den originale World Heavyweight Wrestling Championship), heriblandt WWE Championship og WWE World Heavyweight Championship i World Wrestling Entertainment (WWE) og TNA World Heavyweight Championship i Total Nonstop Action Wrestling (TNA). 
Lou Thesz var den sidste indehaver af World Heavyweight Wrestling Championship. Det lykkedes ham at forene tre forskellige titler fra 1948 til 1952, og han blev dermed anerkendt som den ubestridte verdensmester inden for wrestling.